# Christophe Dominici
Christophe Dominici (Tolone, 20 maggio 1972 – Saint-Cloud, 24 novembre 2020) è stato un rugbista a 15 e allenatore di rugby a 15 francese, nella stagione 2008-09 allenatore in seconda dello Stade français, club nel quale ha militato per 11 stagioni fino al 2008.

## Biografia
Nato a Tolone e figlio di un calciatore (suo padre giocava come portiere), fu proprio della federazione calcistica il primo tesserino che Dominici ebbe, a Solliès-Pont, all'età di 13 anni. L'esperienza giovanile di maggior rilievo di Dominici fu un quarto di finale di un torneo contro l'AS Monaco che schierava un altrettanto giovane Lilian Thuram, suo coetaneo.
In occasione di un altro incontro, dopo una rissa in campo in cui rimase con un solo compagno a fianco contro undici avversari, decise di passare a una disciplina dove trovare più solidarietà e meno violenza, e si orientò al rugby, presso un club sempre di Solliès-Pont, dove iniziò come mediano d'apertura e si mise in luce dapprima nel campionato regionale, poi, in prima squadra, in terza divisione nazionale.
Fu ingaggiato poi da un club di La Valette-du-Var, raggiungendo la seconda divisione e spostandosi nella posizione di tre quarti centro, sfiorando la promozione a termine stagione.
Dopo due anni nella cittadina del Varo, passò al Tolone, dove conobbe la sua definitiva evoluzione come tre quarti ala; lì esordì in campionato contro il Perpignano da subentrato; disputò il primo incontro da titolare contro il Bordeaux.
In occasione del passaggio al professionismo, il club non seppe venire incontro alle richieste salariali dei giocatori, molti dei quali lasciarono la società; Dominici accettò la proposta di Max Guazzini, che aveva rilevato lo Stade français in seconda divisione e lo aveva appena ricondotto in massima serie.
Nelle undici stagioni trascorse a Parigi Dominici vinse cinque titoli di campione nazionale, e si mise in luce in ambito internazionale: nel 1998 fu convocato per la Francia, nel corso del Cinque Nazioni; quello fu il primo di otto tornei, sei dei quali del ribattezzato Sei Nazioni, con quattro vittorie finali, tre delle quali con il Grande Slam.
Partecipò alla Coppa del Mondo di rugby 1999 in Galles (5 presenze, finalista contro l'Australia campione), a quella del 2003 in Australia (idem, quarto posto) e del 2007 in Francia (ibidem); alla fine di tale ultima competizione Dominici si è ritirato dall'attività internazionale dopo 67 incontri e 125 punti.
Dopo il ritiro definitivo, avvenuto al termine della stagione 2007/08, Dominici è divenuto allenatore in seconda del club parigino.
Il 24 novembre 2020 viene trovato morto all'età di 48 anni nel parco di Saint-Cloud., probabilmente suicida.

## Palmarès
- Campionati francesi: 5
Stade français: 1997-98, 1999-2000, 2002-03, 2003-04, 2006-07
- Coppe di Francia: 1
Stade français: 1998-99